# 浄昇寺
浄昇寺（じょうしょうじ）は、名古屋市昭和区妙見町にある日蓮宗の寺院。川名の妙見さまとして知られる。山号は妙見山。勇師法縁。

## 歴史
江戸時代後期の天保3年間に鈴木文七によって創建された。現在の本堂と庫裡は、1981年（昭和56年）、日蓮700遠忌に建立されたものである。

## 妙見菩薩
日本三大妙見として知られる能勢妙見と同じ霊木で彫られた日乾の妙見菩薩がかつて能勢に三体安置されており妙見堂を建立してうち1体を祀ったものという。

## 参考資料
- 日蓮宗寺院大鑑編集委員会『宗祖第七百遠忌記念出版 日蓮宗寺院大鑑』大本山池上本門寺 (1981年)

## 公式サイト
- 公式ウェブサイト